# José Luis Navarro
Navarro  Martínez est un nom espagnol. Le premier nom de famille, en général paternel, est Navarro ; le second, en général maternel, souvent omis, est Martínez.
Pour les articles homonymes, voir Navarro.
José Luís Navarro Martínez, né le 28 juillet 1962 à Madrid, est un coureur cycliste professionnel espagnol.

## Palmarès

### Palmarès amateur
- 1981
  - 1re étape du Tour de Tolède
- 1982
  - 3e du Tour de Lleida
  - 3e du Tour de Burgos
- 1983
  - Tour de Lleida
  - 3e du Tour de Castellón
  - 3e du Bizkaiko Bira

### Palmarès professionnel
- 1984
  - Klasika Primavera
  - Mémorial Manuel Galera
  - 2e du GP Camp de Morvedre
- 1985
  -  Champion d'Espagne sur route
  - 3e étape de Tirreno-Adriatico
  -  Classement de la montagne du Tour d'Italie
  - 6e étape du Tour des Asturies
  - 3e étape de la Ruota d'Oro
  - 5e de Tirreno-Adriatico
  - 10e du Tour d'Espagne
- 1986
  - Six jours de Madrid (avec Gerrie Knetemann)

### Résultats sur les grands tours

#### Tour de France
1 participation
- 1987 : 113e

#### Tour d'Espagne
7 participations
- 1984 : 31e
- 1985 : 10e
- 1986 : abandon (5e étape)
- 1987 : 58e
- 1989 : 91e
- 1990 : 99e
- 1991 : abandon (2e étape)

#### Tour d'Italie
1 participation
- 1985 : 19e,  vainqueur du classement de la montagne